# デイドリームジェネレーション
デイドリームジェネレーションは、馬渡松子の6枚目のシングル。

## 内容
- フジテレビ『幽☆遊☆白書』の第5期エンディング曲。
  - エンディングの映像は、当時まだ珍しかったデジタルアニメで制作されていた。
- チャート最高順位は24位だが、累計で約15万枚を売り上げ、自身最大のヒット曲となった。
- 同曲で『ミュージックステーション』（テレビ朝日系列）に出演した。

## 収録曲
1. デイドリームジェネレーション
作詞：リーシャウロン　作曲・編曲：馬渡松子
2. さんざんな恋をしても
作詞：リーシャウロン　作曲・編曲：馬渡松子
3. デイドリームジェネレーション (inst.)

## 演奏
- プログラミング、シンセサイザー操作 - 馬渡松子
- ギター - 吉田遊介[1]